# Shiretoko-Nationalpark
Der Shiretoko-Nationalpark (jap. 知床国立公園, Shiretoko Kokuritsu Kōen) bedeckt den größten Teil der Halbinsel Shiretoko an der Nordostspitze der Insel Hokkaidō in Japan.
Dieser japanische Nationalpark wurde am 1. Juni 1964 gegründet und hat eine Fläche von 711,0 km².
Als eine der abgelegensten Regionen Japans ist ein großer Teil der Halbinsel nur zu Fuß oder per Boot zugänglich.
Der Park ist bekannt für die größte Bärenpopulation Japans und für die Aussicht auf die Insel Kunashiri, die von Russland besetzt ist, aber von Japan beansprucht wird.
2005 erklärte die UNESCO das Gebiet einschließlich des angrenzenden Meeresschutzgebietes zum Weltnaturerbe und empfahl die grenzüberschreitende Entwicklung der Region zusammen mit den russischen Kurilen als „Welterbe-Friedenspark“.

## Geographie
Die Shiretoko-Halbinsel ist etwa 70 Kilometer lang und an ihrer Basis 25 Kilometer breit. Der Schichtvulkan Rausu-dake ist mit 1660 m die höchste Erhebung der Halbinsel. Entlang der Westküste der Halbinsel erstrecken sich über 100 Meter hohe Klippen, an denen es auch eine Vielzahl Wasserfälle gibt. Die Ostküste ist dagegen flacher.

## Flora und Fauna
Die Vegetation variiert mit der Höhe. Insgesamt finden sich auf der Halbinsel über 870 verschiedene Gefäßpflanzen, darunter rund 230 alpine Arten wie zum Beispiel die Veilchenart Viola kitamiana. In den tieferen Regionen wachsen Mischwälder mit Bäumen wie der Sachalin-Tanne, der Mongolischen Eiche und der Ahornart Acer pictum subsp. mono. Daneben gibt es auch Wälder mit Ermans Birken.
Auf der Shiretoko-Halbinsel gibt es mit mehreren hundert Tieren eine der dichtesten Braunbär-Populationen der Welt. Braunbären sind die größten Landtiere Japans. Insgesamt sind innerhalb des Nationalparks 36 Arten von Säugetieren verbreitet, darunter 22 Meeressäugetiere. Zu letzteren zählen der Pottwal (gefährdet) und der Stellersche Seelöwe (potentiell gefährdet). Darüber hinaus wurden über 280 Vogelarten verzeichnet. Für den Riesenseeadler ist die Halbinsel ein wichtiges Überwinterungsgebiet. Zu den gefährdeten Vogelarten im Nationalpark zählt der Riesenfischuhu (stark gefährdet). Weitere nennenswerte Vogelarten sind der Seeadler und der Schwarzspecht. Die rauen Klippen an der Westküste bieten vor Mensch und Tier geschützte Brutplätze für Seevögel wie der Brillenteiste.

## Tourismus
Innerhalb eines Jahres haben zuletzt (Stand 2013) 1,74 Millionen Personen den Nationalpark besucht.

## Galerie

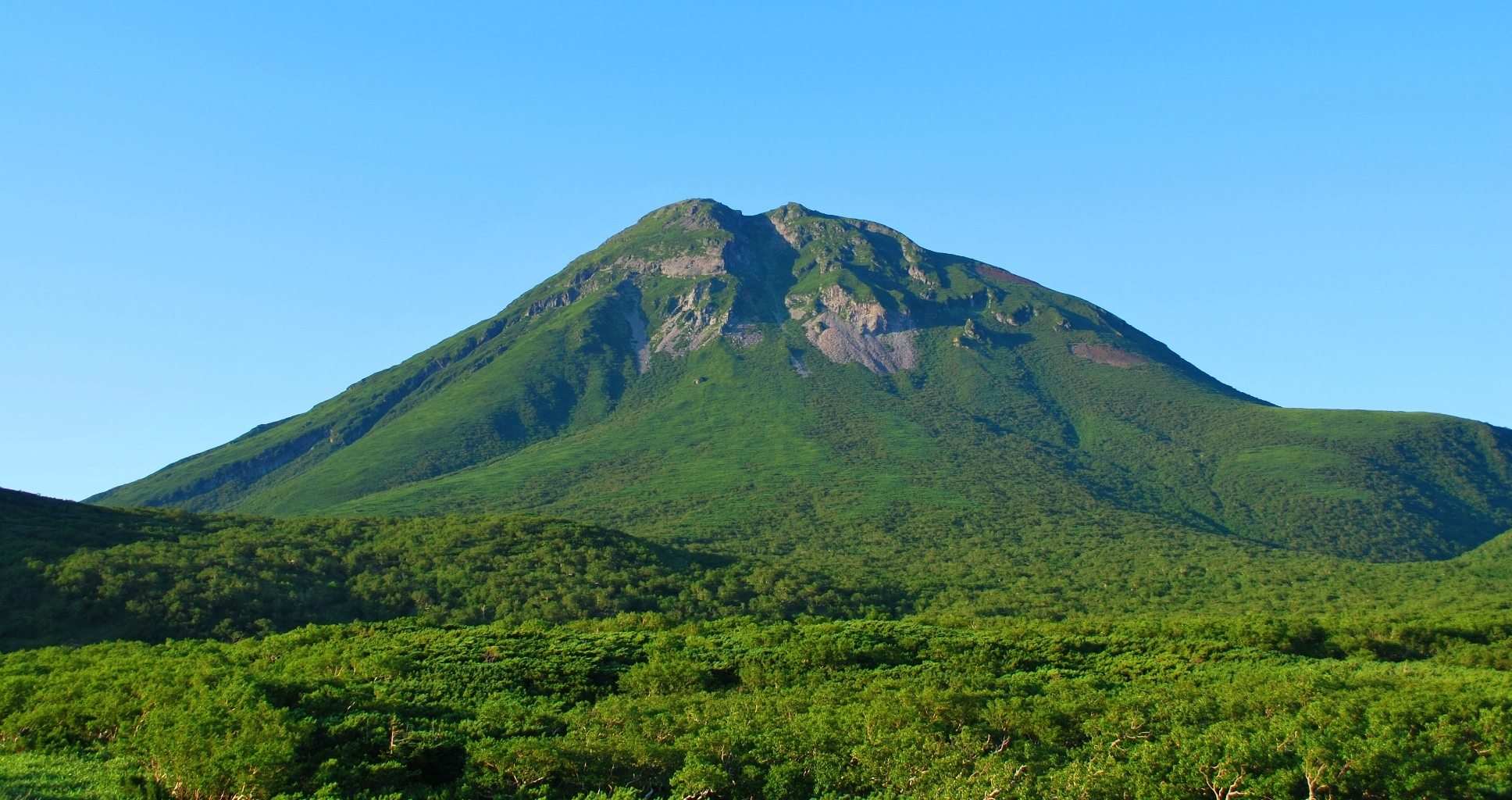
Rausu-dake im Sommer
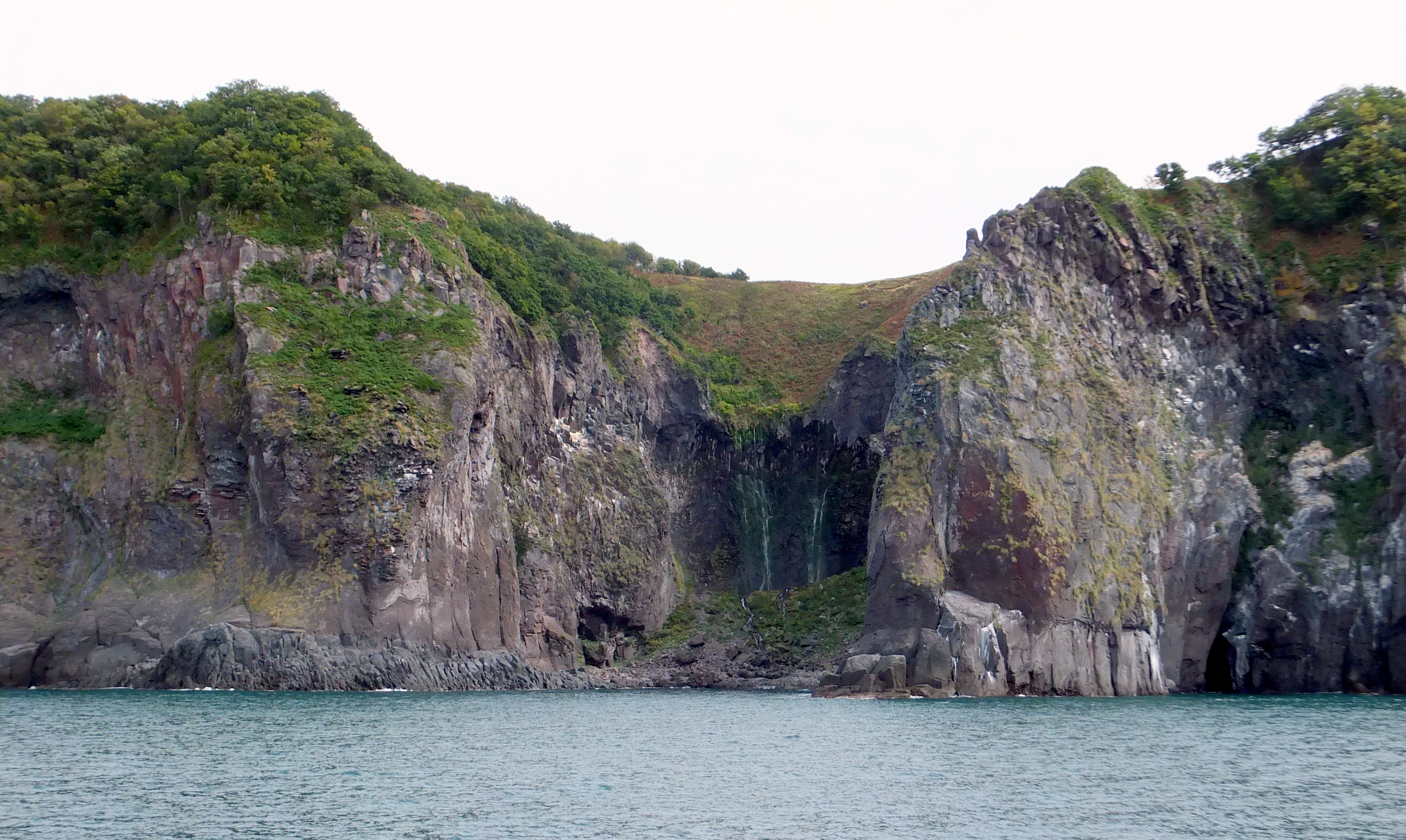
Steilküste mit Wasserfall
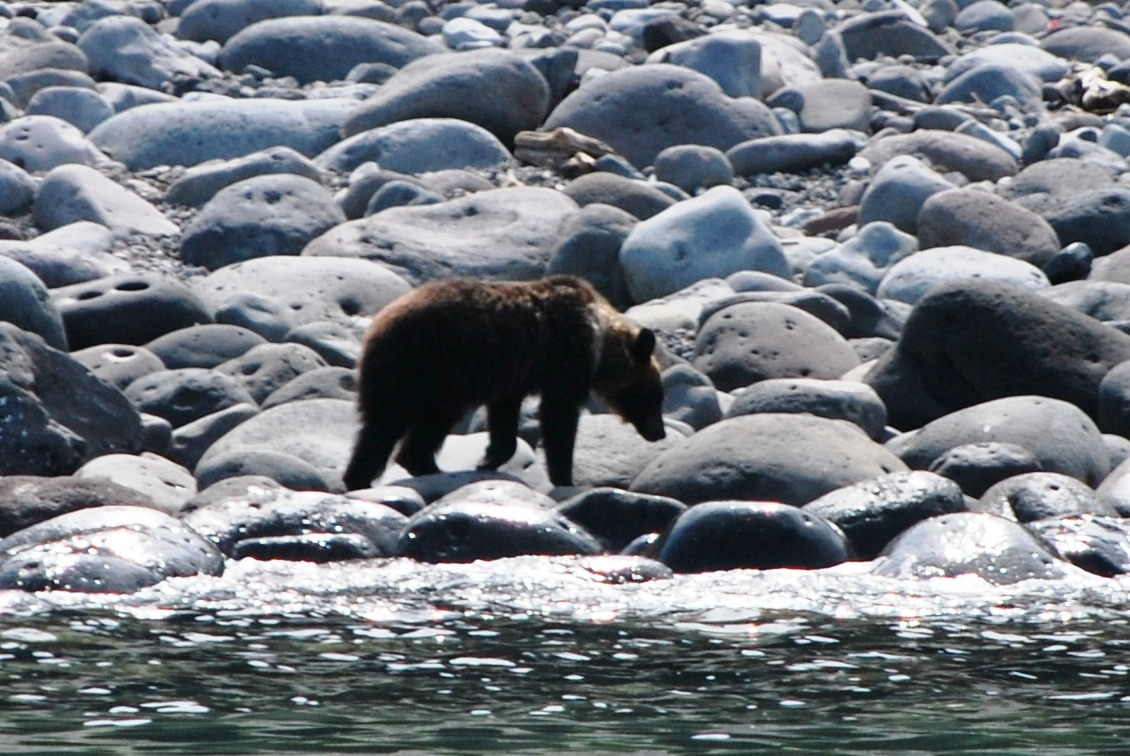
Braunbär im Shiretoko-Nationalpark
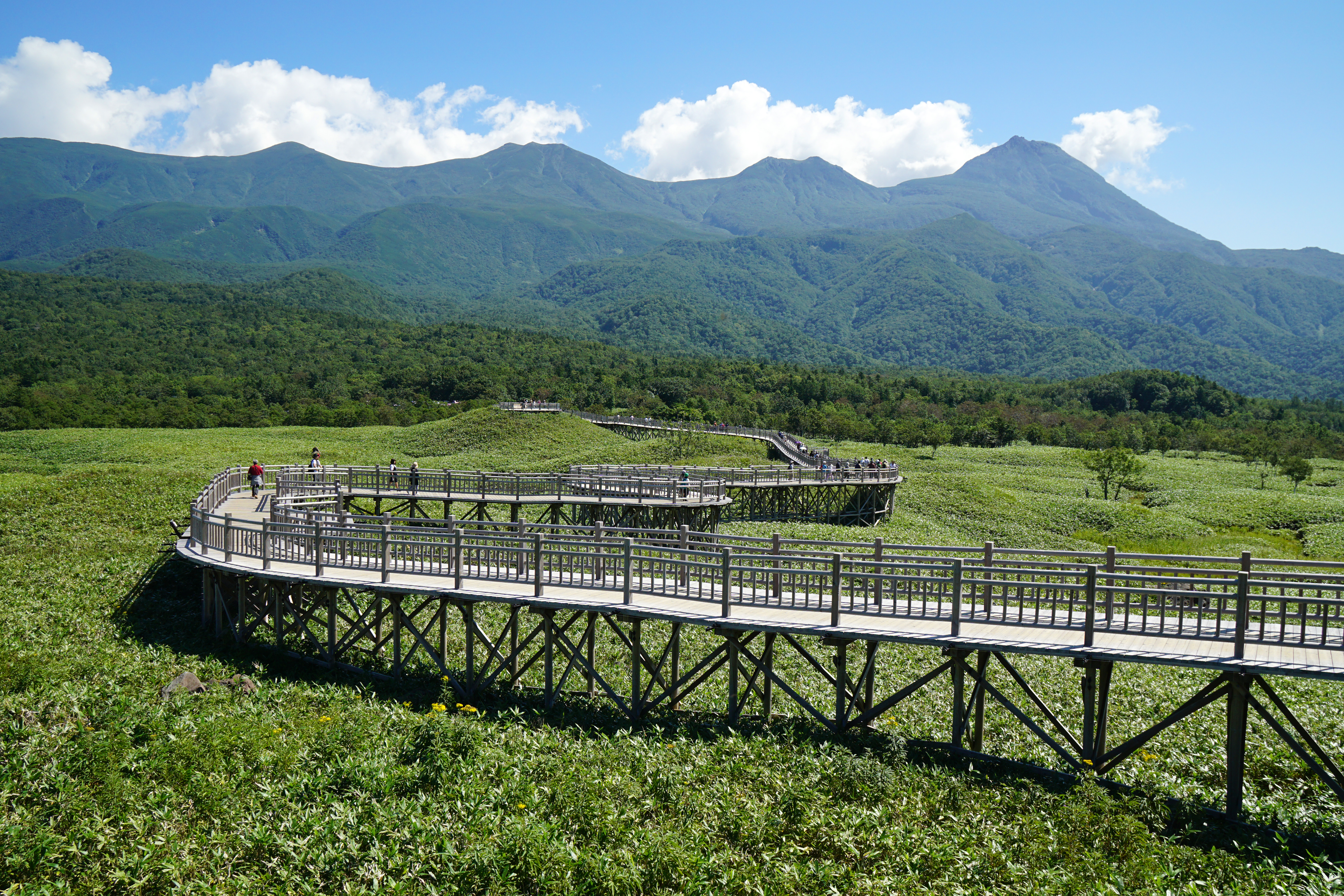
Ein Weg durch den Nationalpark